# Meerjarenonderhoudsplanning
Een meerjarenonderhoudsplanning (veelal MOP of MJOP genoemd) is een langetermijnplan voor het uitvoeren van noodzakelijk onderhoud aan gebouwen, terreinen en installaties (tezamen onroerend goed of vastgoed genoemd).

## Afkortingen
De meerjarenonderhoudsplanning heeft veel verschillende namen met bijbehorende afkortingen:
- meerjarenonderhoudsplanning: MOP, MJOP;
- meerjarenonderhoudsprognose: MOP, vooral in gebruik bij het Nederlands Rijksvastgoedbedrijf (RVB) voorheen de Rijksgebouwendienst (RGD);
- meerjarenonderhoudsraming: MOR, MJOR;
- meerjarenonderhoudsbegroting: MOB, MJOB;
- meerjarenplanning, MJP;
- meerjarenraming, MJR;
- meerjarenbegroting, MJB;
- langetermijnonderhoudsplanning: LTOP;
- langetermijnonderhoudsraming: LTOR;

De meest gebruikte afkortingen zijn: MOP, MJOP, MJOR en LTOP.

## Inleiding
Een meerjarenonderhoudsplanning bestaat uit drie zaken:
1. een beschrijving van de zaken waarvoor het onderhoud wordt gepland, in de vorm van een lange lijst onderdelen waar het gebouw uit bestaat. Vaak worden deze zaken opgedeeld in de zogenaamde EMD's: Elementen, materialen en detailleringen;
2. een tijdschema waarin de onderdelen in de tijd zijn uitgezet voor een inspectie, het onderhoud of de vervanging;
3. de taken (inhoudelijk) die behoren bij het vastgestelde moment in het schema waarop de taak moet worden uitgevoerd eventueel voorzien van de kostprijs voor de uitvoering van de taken, per taak.

Een MOP wordt gebruikt in verband met verschillende tactische en operationele doelen:
- het verkrijgen van een inzicht in de onderhoudsnoodzaak van het vastgoed bij voortdurend gebruik;
- het verkrijgen van een financieel inzicht in het onderhoud;
- het verkrijgen inzicht in de onderhoudsachterstand vaak met kostenoverzicht (er was dan nog geen MOP, de MOP moet inzicht geven in achterstand en mogelijkheden bieden deze weg te werken);
- het verplaatsen van de kosten voor het onderhoud naar het meest geschikte tijdstip om het onderhoud te plegen;
- het voorkomen van storingen door het onderhoud in de planning uit te voeren op het meest geschikte moment;
- het voorkomen van (te veel) verstoring van het primaire bedrijfsproces door het onderhoud op een tactisch gekozen moment;

Op een strategisch niveau geeft een MOP inzicht in:
1. Het moment en de kostprijs van onderhoud;
2. De werklast die gepaard gaat met het onderhoud;
3. Het resultaat van toegepaste onderhoud;
4. De financiële randvoorwaarden die noodzakelijk zijn om bedrijfseconomisch het best onderhoud te plannen en uit te voeren:
  1. exploitatie: geld reserveren uit de eigen bedrijfsvoering;
  2. investering: geld "lenen" om een renovatie uit te voeren;

## Historie in Nederland
De MOP bestaat (in de huidige vorm) ongeveer honderd jaar. Er zijn, vooral voor de gebouwen van gemeentelijke, provinciale en rijksoverheid al ruim honderd jaar plannen bekend voor het beheer en onderhoud. De Rijksgebouwendienst is als een van de eersten in Nederland gestructureerd aan de slag gegaan met MOP's. Daarnaast hebben vooral de grote maatschappelijk betrokken instellingen (woningcorporaties, onderwijsinstellingen en zorgorganisaties) veel gedaan aan het plannen van het onderhoud aan de eigen gebouwen. Op dit moment is strategisch denken over vastgoed ondoenlijk zonder voor dat vastgoed een gedegen MOP op te laten stellen.
Voor Verenigingen van Eigenaars (VvE's) opgericht in of na 2008 is het verplicht om een MJOP op te laten stellen, voor oudere VvE's verdient dit aanbeveling.

## Planning, raming, begroting
Een MOP bevat drie van elkaar te onderscheiden aspecten:
- Tijd;
- Geld;
- Kwaliteit.

Het onderscheid dat gemaakt wordt in de benaming van de schema's (planning, raming en begroting) heeft een reden.
1. Een planning is vooral gebaseerd op het aspect tijd. Per vastgesteld tijdstip (zo exact mogelijk) wordt vastgelegd wat voor dat tijdstip de werkzaamheden zijn, waaraan deze worden uitgevoerd en wat de globale kosten zijn. Het is dus zo exact in de tijd mogelijk vastleggen wat je ongeveer gaat doen.
2. Een raming is vooral gebaseerd op het aspect kwaliteit. Per vastgesteld tijdstip wordt vastgelegd wat de taakomschrijving is eventueel gevolgd door de bijbehorende financiën. Het aspect tijd wordt veel globaler in het plan opgenomen. Het is dus het zo exact mogelijk vastleggen wat je gaat doen, ongeveer wanneer en waaraan.
3. Een begroting is vooral gebaseerd op het aspect geld. Per vastgesteld tijdstip wordt vastgelegd wat het onderhoud op dat moment kost zo exact mogelijk. De andere aspecten zijn daaraan ongeschikt. Het is dus het zo exact mogelijk vastleggen wat het onderhoud kost, op een bepaald moment. Met een meerjarenbegroting is het ook mogelijk om het verloop van de kosten te volgen en hier op te anticiperen.

Een totaalbegroting geeft een integraal beeld van de financiën, de kwaliteit en de tijd. Door de ontwikkeling van software die alle aspecten vastlegt ontstaat een vervaging tussen de verschillende begrippen. Veel software maakt al helemaal geen onderscheid meer tussen plannen, ramen en begroten.

## Toepassingsgebied
De MOP wordt toegepast in de volgende sectoren:
- Sociale huisvesting (woningcorporaties): zij hanteren de begrippen MOP, MJR en MJB;
- Woongebouwen met appartementen (in eigendom) oftewel VVE's (vereniging van eigenaren);
- Zorg (zorginstellingen): zij hanteren het begrip LTOP;
- Overheid (rijksoverheid, provincies en gemeenten): zij hanteren (mede vanwege de positie van de Rijksgebouwendienst in deze) de MOP (meerjarenonderhoudsprognose);
- Onderwijs (schoolbesturen én gemeentes): zij hanteren (mede door de gemeentes die voor veel onderwijshuisvesting verantwoordelijk zijn) het begrip MOP;

## Ontstaan en opzet van de MOP
Een MOP kan worden gevraagd of verlangd door de eigenaar of de gebruiker. De meest voorkomende reden om een MOP te willen is om grip te krijgen op het uit te voeren onderhoud. Een onderhoudsplan is een essentieel onderdeel wanneer een eigenaar of een gebruiker voor het vastgoed strategische plannen wil opstellen. Vanuit de strategie ontstaat beleid. Dat beleid vraagt om een gedegen goed onderbouwde en begrijpelijke planning van de uitgaven.
Het ontbreken van een visie op vastgoed en daaruit ontwikkeld (vastgoed-)beleid leidt ertoe dat er geen andere criteria zijn dan uitsluitend financiële om beslissingen te nemen over al dan niet uit te voeren onderhoud. Er wordt onderhoud uitgevoerd omdat er op dat moment geld voor beschikbaar is. Het is dan ook nog maar de vraag of op dat moment ook daadwerkelijk goed onderhoud wordt gepleegd.
Een goede MOP geeft het inzicht:
- aan welke zaak, onder te verdelen in elementen, materialen en detailleringen de zogenaamde EMD's,
- tegen welke kosten,
- op welk moment en met welke regelmaat, vaak aangeduid met de cyclus.
- welke werkzaamheden
- welke prioritering van belang is; achterstallig onderhoud dat een direct gevaar voor gebruikers en / of bewoners oplevert, dient met voorrang te worden uitgevoerd.

In een schema ziet dat er als volgt uit:

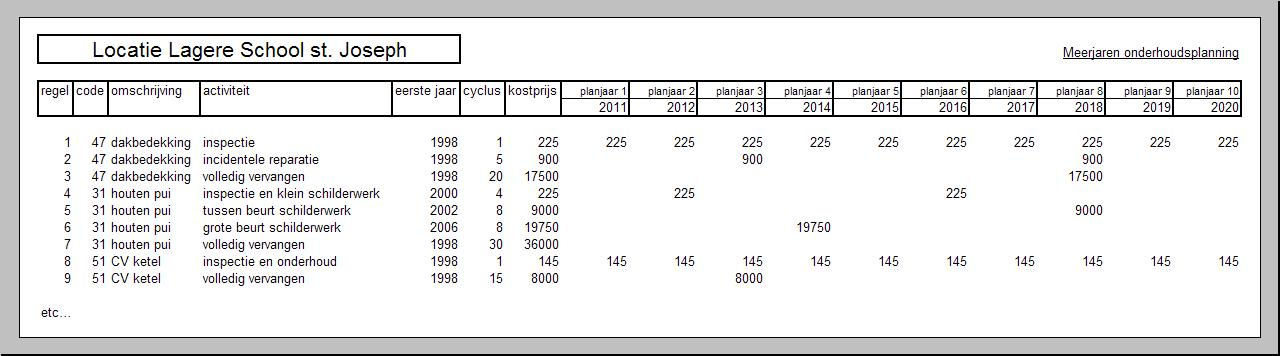

### Termen die van belang zijn bij het plannen en adviseren
De belangrijkste termen die vooral van belang zijn om een planning (en het advies daarbij) goed te begrijpen zijn:
- cyclus: de mate waarin één enkele onderhoudswerkzaamheid aan één bouwkundige zaak zich herhaalt. Bijvoorbeeld het schoonmaken van een kunststof kozijn: eenmaal per twee jaar.
- frequentie: het aantal malen dat er onderhoud (dat bestaat uit meerdere verschillende onderhoudswerkzaamheden) wordt gepleegd aan één bouwkundige zaak. Bijvoorbeeld het onderhouden van de lift: iedere twee maanden één bezoek, waarbij verschillende zaken kunnen worden uitgevoerd, van keuren tot vervangen.
- interval: het werkelijk gerealiseerde tijdvak tussen twee onderhoudswerkzaamheden. Bijvoorbeeld, als in een planning staat om de 8 jaar een grote schilderbeurt maar deze wordt in werkelijkheid pas in het negende jaar uitgevoerd dan is het interval 9 jaar. Daarmee verschuift de rest van de planning in de toekomst ook met één jaar verder naar voren.

Andere belangrijke termen zijn:

Jaren
- aanvangsjaar: is het jaar waarin de betreffende zaak is aangebracht en vanaf dan moet worden onderhouden. Vaak is dat het bouwjaar van het pand, maar soms ook het laatste renovatiejaar waarin de zaak is gerenoveerd (en als nieuw mag worden beschouwd).
- eerste jaar: is het jaar waarin voor het eerst ooit onderhoud aan de zaak is gepleegd.
- startjaar: is het jaar waarmee de planning begint.

Financiering
- exploitatie: het bedrag dat hier voor staat wordt uit een jaarlijkse vergoeding/budget voor het onderhoud gehaald en telt mee bij het bepalen van de jaarlijkse uitgaven aan het onderhoud. Bijvoorbeeld kleine schilderbeurt houten kozijnen (cyclus 4 jaar).
- investering: het bedrag wordt "geleend" van de eigen organisatie of van een financier. De meerwaarde die het oplevert voor het gebouw kan op de balans worden geactiveerd en er wordt op afgeschreven. Bijvoorbeeld vervangen dakbedekking compleet (cyclus 24 jaar).